# Marvin Pourié
Marvin Pourié (født 8. januar 1991) er en tysk fodboldspiller, der spiller for Karlsruher SC. 
Han har tidligere spillet for de danske superligaklubber Silkeborg IF,  F.C. København, SønderjyskE og Randers FC.

## Karriere
Som ung spillede Marvin Pourié som ungdomsspiller i den tyske storklub Borussia Dortmund. Hans talent blev opdaget i de daværende forsvarende Champions League-mestre Liverpool FC, og han fik en plads på den engelske klubs akademi. Han scorede hele 12 mål i sit første år på Liverpool's U-18 hold. 
Interessen fra hjemlandet var stor, og efter blot to sæsoner i Liverpool købte Schalke 04 Marvin tilbage til tysk fodbold. Marvin nåede aldrig at få en optræden på Schalke's førstehold, men det blev til en lang række reservekampe, hvor han fik scoret 5 mål i 21 kampe. Han var i sin periode hos Schalke udlejet hele tre gange. To af udlejningerne var til den tyske klub 1860 München, mens han også var lejet en enkelt sæson i klubben TuS Koblenz.

### Silkeborg IF
Juni 2011 fik den danske klub Silkeborg IF fat i talentet. Han har flere gange haft problemer med sin attitude, men generelt har han præsteret rigtig flot i Superligaen, hvor det er blevet til 23 mål i 55 kampe. Efter en opstart uden mål i sine første 11 kampe for Silkeborg, opnåede han alligevel at få 9 mål efter 26 kampe i sin første sæson for Silkeborg. I sæsonen 2012/2013 scorede Marvin Pourié 14 mål i 29 kampe. 
I juli 2013 røg Pourié i infight med holdkammeraten Adeola Runsewe på klubbens træningslejr i Vildbjerg. To dage efter episoden blev Pourié solgt til de nykårede danske mestre F.C. København.

### F.C. København
I juli 2013 offentliggjorde F.C. København at man havde købt Pourié fra netop nedrykkede Silkeborg IF. Pourié fik en fire-årig kontrakt med klubben.
Pourié havde dog vanskeligt ved at opnå spilletid i FCK, der i januar 2014 indgik en lejeaftale med en købsoption med den belgiske klub Zulte-Waregem. Pouiré opnåede i alt 14 kampe for FCK og scorede 3 mål inden han blev udlejet til Zulte-Waregem. Efter opholdet i Zulte-Waregem, hvor Pourié opnåede 6 kampe og et enkelt mål, vendte han tilbage til F.C. København. 
På den sidste dag i sommer transfervinduet, blev det bekræftet, at Pourie igen blev udlejet, dog denne gang til SønderjyskE, hvor Pouríe spillede i sæsonen 2014-15. Efter lejemålets ophør vendte han tilbage til FCK, der dog kort efter lejede ham ud til den russiske klub FC Ufa. Efter udløbet af lejeaftalen i sommerpausen 2016 blev kontrakten med FCK ophævet.
Samlet opnåede Pourié for FCK 15 kampe i Superligaen, 3 kvalifikationskampe i UEFA Europa League og 3 kvalifikationskampe i UEFA Champions League samt 3 pokalkampe.

### Randers FC
Den 8. august 2016 skrev han under på en toårig kontrakt med Randers FC. Pourié scorede sit første mål for Randers FC i en kamp hjemme mod sin gamle klub FC København den 21. september 2016.

### Karlsruher SC
I slutningen af januar 2018 blev det offentliggjort, at Pourié skiftede til den tyske klub Karlsruher SC, der huserede i den tredje bedste tyske række, efter begrænset spilletid i 2017-18-sæsonen.

## Landsholdskarriere
Da Marvin Pourié spillede for Liverpool, fik han en række kampe for det tyske U-18 hold. Det blev til i alt 9 kampe og 3 mål. 